# Daniel Kottan
Daniel Kottan (* 19. Juni 1989 in Wien) ist ein österreichischer Handballspieler.

## Leben
Im Jahr 2006 wurde der damals in Magdeburg lebende Daniel Kottan Schülerweltmeister. Bis 2008 spielte er für die A-Jugendmannschaft des SC Magdeburg. Der 1,93 Meter große Kottan spielte 2008/09 für UHK Krems und 2009/10 für Alpla HC Hard. Ab 2011 spielte er in der Handball-Württembergliga für die TSV Bad Saulgau und später für den ungarischen Zweitligisten Bgy-Kabel SE. 2016 wechselte er zum deutschen Landesligisten TV Pfullendorf.
2006 durfte Kottan sich in Anerkennung seines sportlichen Erfolgs als Schülerweltmeister in das Goldene Buch der Stadt Magdeburg eintragen.